# Каневський Олександр Денисович
Олександр Денисович Каневський (нар. 27 серпня 1923 — 19 березня 2005) — радянський офіцер, Герой Радянського Союзу (1944), у роки німецько-радянської війни командир взводу БТР розвідувальної роти 6-ї гвардійської механізованої бригади 2-го Миколаївській-Будапештського гвардійського механізованого корпусу 28-ї армії 3-го Українського фронту, гвардії молодший лейтенант.

## Біографія

Могила Олександра Каневського

Народився 27 серпня 1923 року в селі Розкішне Голованівського району Кіровоградської області в сім'ї селянина. Українець. Член КПРС з 1944 року. Закінчив 7 класів середньої школи і 2 курси Одеського педагогічного технікуму фізкультури. Німецько-радянську війну зустрів в Одесі.
У Червоній Армії з грудня 1941 року. Навчався на авіаційного механіка-електрика. Потім був рядовим у запасному полку. Закінчив прискорений курс Краснохолмского військового піхотного училища в грудні 1942 року і був направлений на фронт під Сталінград. Брав участь у боях на річці Мишкова, звільненні селища Тормосина і станиці Багаєвської. У лютому 1943 року у складі свого корпусу у взаємодії з іншими з'єднаннями звільняв місто Ростов. О. Д. Каневський став майстром розвідки, не раз ходив у ворожий тил добувати «язика». За війну «привів у гості» близько 80 «язиків».
У ніч на 10 березня 1944 року гвардії молодший лейтенант О. Д. Каневський з групою розвідників подолав вбрід Дніпровські плавні. Переправившись через Дніпро в районі села Качкарівка Бериславського району Херсонської області, розвідники зайняли плацдарм, сприяючи форсування річки частинами бригади.
Указом Президії Верховної Ради СРСР від 3 червня 1944 року за зразкове виконання бойових завдань командування на фронті боротьби з німецько-фашистськими загарбниками і проявлені при цьому відвагу і геройство гвардії молодшому лейтенантові Олександру Денисовичу Каневському присвоєно звання Героя Радянського Союзу з врученням ордена Леніна і медалі «Золота Зірка»(№ 3878).
Після відвоювання Херсона та Миколаєва О. Д. Каневський брав участь у боях на території Румунії, кровопролитній битві за місто Будапешт, звільненні населених пунктів Австрії та Чехословаччини. Війну закінчив 12 травня 1945 року біля села Слівіце на території Чехословаччини, де вже після підписання капітуляції чинили опір частини угруповання генерал-фельдмаршала Шернера.
Учасник Параду Перемоги в Москві на Червоній площі. Після війни продовжував службу в армії. У 1949 році закінчив Військову академію бронетанкових і механізованих військ, у 1971 році — Вищі академічні курси при Військовій академії Генерального штабу. Виконував спецзавдання на Близькому Сході, був військовим радником в Сирійській Арабській Республіці.
З 1973 року полковник О. Д. Каневський у запасі. До виходу на пенсію працював у Міністерстві сільського будівництва УРСР. Жив у Києві. Помер 19 березня 2005 року. Похований у Києві на Міському кладовищі «Берківці».

## Нагороди
О. Д. Каневський — Почесний громадянин міст Волноваха Донецької області та Берислава Херсонська області.
Нагороджений орденом Леніна (03.06.44), двома орденами Вітчизняної війни 1-го ступеня (16.06.45; 06.04.85), орденами Вітчизняної війни 2-го ступеня (21.11.44), Червоної Зірки (15.02.44), медаллю «За бойові заслуги»(30.12.56), медалями.